# Lucinda Dryzek
Lucinda Dryzek (4 août 1991 ) est une actrice anglaise qui a joué Elizabeth Swann (jeune) dans Pirates des Caraïbes : La Malédiction du Black Pearl.

## Filmographie

### Séries TV
- Micawber (2001) : Lily Micawber
- Affaires non classées (2 épisodes, 2002) : Cassie Dalton
- The Queen's Nose (6 épisodes, 2003) : Gemma
- Help! I'm a Teenage Outlaw (TV series) (2004) : DeeDee/Lady Devereux
- Tom Brown’s Schooldays (en) de David Moore (2005) : Charlotte
- Casualty (1 épisode, 2005) : Kizzy Harper
- Home Farm Twins : Natalie "Nat" Baker
- Doctor Who (1 épisode) : Melissa
- Vital Signs (5 épisodes, 2006) : Lexie Bradley
- Cinq jours (mini-series, 2007) : Tanya Wellings.
- Code 9 (1 épisode, 2008) : Alice Hamilton
- Parents of the Band (4 épisodes, 2008–2009) : Lucy
- Une vie pas si tranquille (2009–2011) : Katy Riley
- Doctors (1 épisode, 2009) : Harriet Jonas
- Outnumbered (1 épisode, 2011) : Victoria
- Cardinal Burns (11 épisodes, 2012-2014) : Olivia
- Inspecteur Barnaby (1 épisode, 2014) : Amy Strickland
- The Twilight Zone : La Quatrième Dimension (1 épisode, 2019) : Katherine Langford

### Cinéma
- Pirates des Caraïbes : La Malédiction du Black Pearl (2003) la jeune Elizabeth Swann
- Love Lies Bleeding (2006) : jeune Joanne
- La Cité de l'ombre (2008) : Lizzie Bisco